# Risflecting
Risflecting (ang. risk + reflecting, czyli ryzyko + refleksja, pol. ryzfleksja) – koncepcja i metoda pracy z młodzieżą praktykowana od lat 80. XX wieku, mająca na celu minimalizowanie sytuacji szeroko pojętego ryzyka społecznego (np. nadmiernego spożywania używek, uczestniczenia w ryzykownych zabawach i grupach społecznych) w drodze optymalizowania postaw podopiecznego, dzięki uzdolnieniu go do właściwego i pożądanego zachowania w okolicznościach generujących takie ryzyko. Twórcą metody był austriacki pedagog Gerald Koller.
Koncepcja wychodzi naprzeciw badaniom naukowym, wskazującym, że człowiek w okresie młodości ma naturalne zapotrzebowanie do zachowań niekonwencjonalnych, badania własnych granic i konfrontowania się z sytuacjami ryzykownymi. Część nurtów pedagogicznych wychodzi z założenia, że nie każde ryzyko jest tożsame z realnym niebezpieczeństwem. Europejski krąg kulturowy charakteryzuje się natomiast nadmierną obawą przed podejmowaniem działań ryzykownych i narażających na niebezpieczeństwa. W związku z powyższym koncepcja risflectingu ma za zadanie uzdolnić młodych ludzi do prawidłowego zachowania się w sytuacjach ryzyka. Dzięki poruszaniu z młodzieżą trudnych pytań ma się osiągnąć uzdolnienie wychowanka na płaszczyźnie kompetencyjnej do poprawnego działania.
W drodze stosowania koncepcji wzmacniać się mają osobiste kompetencje danego podopiecznego, co odbywa się na drodze szczerej komunikacji, opowiadania o trudnych przeżyciach i doświadczeniach oraz uczenia celowej, świadomej refleksji (co?, gdzie?, kiedy?, jak?, w jakiej ilości?). W ten sposób młody człowiek zostaje przygotowany do obchodzenia się z ryzykami, wzrasta w nim świadomość możliwych konsekwencji udziału w zachowaniach ryzykownych, jak również przekonanie, że uczestniczenie w takich zachowaniach do pewnych granic jest możliwe, ale po ich przekroczeniu staje się niebezpieczne dla życia lub zdrowia. Uzyskanie tego rodzaju świadomości minimalizować ma przykre konsekwencje związane z przekroczeniem granic ryzyka. Każde podejmowane ryzyko ma zostać poprzedzone stosowną autorefleksją. Przemyślenia wymagają też zachowania, do których już doszło w przeszłości.
Koncepcja ma charakter profilaktyczny i nie jest adresowana do osób, które już weszły w uzależnienia lub w grupy społeczne preferujące zachowania ekscesywne. Stosowana jest przede wszystkim w niemieckojęzycznym kręgu kulturowym. 